# Leptopelis marginatus
Espèce
Synonymes
- Hylambates marginatus Bocage, 1895

Statut de conservation UICN

 DD  : Données insuffisantes
Leptopelis marginatus est une espèce d'amphibiens de la famille des Arthroleptidae.

## Répartition
Cette espèce est endémique de l'Angola. Elle n'est connue que de Quissange près de Benguela.

## Publication originale
- Bocage, 1895 : Herpétologie d'Angola et du Congo, ouvrage publié sous les auspices du Ministère de la marine et des colonies. p. 1-203 (texte intégral).